# فورست (مغني)
فورست (بالإنجليزية: Forrest)‏ هو مغني أمريكي، ولد في 21 أبريل 1953 في غالفستون في الولايات المتحدة، وتوفي في 9 سبتمبر 2013 بسبب سكتة.

## وصلات خارجية
- الموقع الرسمي
- فورست على موقع ميوزك برينز (الإنجليزية)
- فورست على موقع ميوزك برينز (الإنجليزية)
- فورست على موقع أول ميوزيك (الإنجليزية)
- فورست على موقع ديسكوغز (الإنجليزية)